# Wipeout (videojuego)
Wipeout es un videojuego de carreras futurista desarrollado y publicado por Psygnosis, lanzado en 1995 para Sony PlayStation, Sega Saturn, PC con sistema operativo MS-DOS y Amiga con Hardware PowerPC. También fue relanzado, 12 años más tarde, para PSP a través de PlayStation Store, el 8 de marzo de 2007 y se compatibilizó con PS3 el 3 de mayo de 2007 para Norteamérica y en junio de 2007 para Europa. En 2012 se lanzó una versión para la consola portátil PSvita.
La historia se sitúa en el año 2052, el jugador compite en la liga de carreras anti-gravedad F3600, pilotando una nave aerodeslizadora a lo largo de los diferentes trazados. El jugador puede elegir entre cuatro equipos diferentes existentes en la competición, y entre dos pilotos en cada equipo. Cada equipo tiene distintas características de aceleración, velocidad punta, volumen de la nave y velocidad de giro. Durante el pilotaje de las naves se pasa por puntos de aceleración y otros de potenciación, consiguiendo escudos, impulsores turbo, minas, olas de choque, cohetes o misiles, con los que los jugadores pueden proteger su nave o dificultar la conducción de las naves competidoras.

## Equipos
El jugador puede elegir entre los siguientes cuatro equipos y, en ellos, entre dos pilotos. Cada equipo tiene características de conducción diferentes, diferente aceleración, velocidad punta, volumen y diseño de la nave y velocidad de giro y maniobra.
- AG Systems International. Japón (fundado en 2040). Modelo de nave: 3240ii SRX. Colores: rojo, blanco y negro. Pilotos: John Dekka y Daniel Chang.
- Auricom Research Industries. Estados Unidos de América (fundado en 2046). Modelo de nave: A.R. 2700 Model B. Colores: azul, blanco y rojo. Pilotos: Arial Tetsuo y Anastasia Cherovoski.
- Qirex Research & Development. Rusia (fundado en 2045). Modelo de nave: Quantax Design Model 4. Colores: morado, rosa y gris. Pilotos: Kel Solaar y Arian Tetsuo.
- FEISAR ((Federal European Industrial Science And Research). Unión Europea (fundado en 2036). Modelo de nave: LS-5600 MKIV. Colores: Azul verdoso y amarillo anaranjado. Pilotos: Sofía de la Rente y Paul Jackson.